# Chorro de Ipu
El chorro de Ipu (en portugués: Bica do Ipu) es una cascada 130 metros de altura del Riacho Ipuçaba, que cae en la Sierra de Ibiapaba, en el municipio brasileño de Ipu, en Ceará.